# 王爱文
王爱文（1962年10月—），男，汉族，河北康保人，中华人民共和国政治人物。河北师范大学政教系政治教育专业本科毕业，四川大学经济系政治经济学专业研究生毕业。曾任民政部副部长，现任中共中央纪委常委，国家监察委员会委员，中央和国家机关工委副书记、纪检监察工委书记。中共第二十届中央纪委委员。

## 生平
1978年7月参加工作，1985年10月加入中国共产党。
1978年7月，任康保县郝家营中学民办教师。1983年8月，从河北师范大学毕业后，任康保县第一中学教师。1984年9月，在四川大学经济系政治经济学专业读研究生。1987年7月，历任劳动部劳动科学研究所科研人员、劳力室副主任、发展战略室主任、所长助理（其间：1995年5月至1996年8月，挂任中共安徽省霍山县委副书记）。
1996年9月，任中国劳动报社总编助理。1997年7月，任劳动部就业司副司长。1998年6月，任劳动和社会保障部培训就业司副司长。2002年4月，任规划财务司巡视员、副司长。2004年2月，任规划财务司司长。
2005年3月，任中共黑龙江省委政法委副书记、省综治办主任、省维稳办主任（正厅级）。2008年2月，任中共伊春市委副书记、林管局局长、副市长、代市长（4月当选市长）。2011年6月，任中共伊春市委书记。2015年1月，任中共佳木斯市委书记。
2016年7月，任黑龙江省人民政府副省长。同年11月，任中共黑龙江省委常委、组织部部长。
2019年4月，调任民政部党组成员、副部长。2022年7月，改任中央和国家机关工委副书记、纪检监察工委书记。同年10月，当选为中共中央纪委常委，且担任国家监察委员会委员。